# Xã Opdahl, Quận Hamlin, South Dakota
Xã Opdahl (tiếng Anh: Opdahl Township) là một xã thuộc quận Hamlin, tiểu bang Nam Dakota, Hoa Kỳ. Năm 2010, dân số của xã này là 197 người.